# 2015年の出版
2015年の出版は、2015年の出版に関するできごとについてまとめた記事である。

## 1月
- 1月7日 - フランス・パリ11区で「シャルリー・エブド」本社が襲撃される。（「シャルリー・エブド襲撃事件」参照）
- 1月9日 - 文芸誌『文學界』2015年2月号が再増刷。ピース又吉の『火花』[1]の掲載効果により、2月号の累計部数は発売2日後で4万部に達した。同誌の増刷は1933年の創刊以来初めてのことだという[2]。
- 1月31日-リブリオ出版が出版活動を休止。

## 2月
- 2月1日-丸善CHIホールディングスが子会社の丸善書店を統合して丸善ジュンク堂書店に社名変更。
- 2月28日‐新人発掘雑誌『De☆View』（オリコン・エンタテインメント）が休刊し、ウェブ版・モバイル版に移行[3]。

## 3月
- 3月4日 - 美術出版社が東京地裁へ民事再生法の適用を申請[4]。

## 4月
- 4月6日 - 日本書籍出版協会に加盟する出版社16社が「日本オーディオブック協議会」を設立した[5]。
- 4月24日-東京ニュース通信社の月刊テレビ情報誌『B.L.T』を関東版以外の各地区版を休刊。テレビ番組表の掲載を廃止。

## 5月
- 5月22日 - 郵便局が販売する生活情報誌『Kiite!』創刊。なお編集は産経新聞社が担当している[6]。
- 5月25日‐笠倉出版社がバス雑誌『バスライフ』創刊。
- 5月26日 - 週刊誌『週刊アスキー』が電子版に完全移行するため休刊[7]。

## 6月
- 6月2日 - 週刊誌『週刊アスキー』完全電子版の定期刊行がスタート[7]。
- 6月3日 - 漫画雑誌『なかよし』が2015年7月号から電子版の配信をスタート[8]。
- 6月10日 - パッチワーク通信社が事業の停止を発表[9]。
- 6月26日 - 栗田出版販売（出版取次シェア4位）が東京地裁へ民事再生法の適用を申請。負債は2014年9月期末時点で約134億9600万円[10]。

## 7月
- 7月3日 - 笠倉出版社のレディースコミック『微熱SUPERデラックス』が休刊。
- 7月20日 - 池袋の大型書店「リブロ池袋本店」が閉店[11]。
- 7月24日 - 村上春樹の国内における初の電子書籍『村上さんのところ コンプリート版』（新潮社）が配信開始[12]。

## 8月
- 8月11日 - 月刊の女性向けファッション雑誌『CUTiE』（宝島社）が9月号で休刊[13]。
- 8月25日 - 月刊情報誌『宝島』（宝島社）が10月号で休刊[13]。

## 9月
- 9月10日 - 村上春樹のエッセイ集『職業としての小説家』（スイッチ・パブリッシング）が刊行。オンライン書店への対抗策として、紀伊國屋書店が同書の初版10万冊のうち9割を出版社から直接買い取ったことで話題となった[14]。
- 9月23日 - 嶋田洋書を経営している嶋田株式会社が洋書販売事業から撤退[15]。
- 9月30日 - フリーマガジン『R25』（リクルート）が定期刊行終了し、Web版に統合。
- 9月30日 - 書泉が書泉ブックマートを閉店[16][17]。

## 10月
- 10月1日 - 学研ホールディングスは学研パブリッシングなどの出版社を統合、社名を学研プラスに変更[18]。
- 10月6日 - 中経出版の『歴史読本』を2015年秋号で休刊[19]。
- 10月7日 - ぶんか社の女性ファッション誌『Gina』を11月号で休刊[20]。
- 10月31日 - 学研パブリッシングの『ピチレモン』が12月号で休刊[21][22]。

## 11月
- 11月20日‐ぶんか社の男性向け雑誌『別冊本当あったHな話』が休刊。

## 12月
- 12月2日 - 五月書房が破産。
- 12月17日 - KADОKAWAが『月刊ザ・テレビジョン』の岡山・香川・愛媛・高知版などの地区を休刊。岡山・香川の番組表を広島の番組表を統合して広島・岡山・香川版として発行。
- 12月25日-丸善ジュンク堂書店は丸善名古屋栄店を閉店。
- 12月28日 - 女性ファッション雑誌『チョキチョキガールズ』(内外出版社)が休刊[23]。
- 12月28日 - 40代女性向けの雑誌『ドレス（DRESS）』(幻冬舎)が2月号で月刊誌を廃止（季刊化）[24]。
- 12月-古川書房はメディレクトに社名変更。

* 特記した場合を除き、創刊、休刊・廃刊、復刊の日付は、それぞれ創刊号、最終号、復刊号の発売日である。